# Andrea Vicentino
Andrea Vicentino ou Andrea Michieli (né à Vicence v. 1542  et mort à Venise en 1617 ou le 15 mai 1618) est  un  peintre italien de la fin de la Renaissance  (période maniériste).

## Biographie
Andrea Vicentino, né à Vicence vers 1542 était aussi connu comme Andrea Michieli ou Michelli. Il a été l'élève du peintre Giovanni Battista Maganza. Il s'installe à Venise dans le milieu des années 1570 et est enregistré en 1583 dans la Fraglia , guilde des peintres Vénitiens .
Andrea Vicentino est mort à Venise le 15 mai 1618, d'après la liste des décès de la paroisse de San Barnaba.

## Œuvre
En Italie
- Gambara
  - Dieu le Père avec les Trois Vertus théologales (1598) pour l'église de Gambara
- Mestre
  - Saint-Charles-Borromée (v. 1605) Pour la cathédral de Mestre
- Padoue
  - Martyrs Cathédrale de Padoue
- Trévise
  - la Madone du Rosaire (v. 1590) pour la Cathédrale de Trévise
- A Venise

Il a travaillé aux côtés du Tintoret au Palais des Doges
- - L'Arrivée de Henri III à Venise (v. 1593) de la Sala delle Quattro Porte
  -  Vénus supervise le travail des Cyclopes dans la forge de Vulcain dans la Sala del Senato
  - Il doge presenta Ottone al Papa e riceve l'anello con cui ogni anno si celebrerà poi lo sposalizio del mare dans la Sala del Maggior Consiglio
  - Les croisés à la conquête de la ville de Zara en 1202

Basilique Santa Maria Gloriosa dei Frari
- - Il serpente di bronzo innalzato da Mosè nel deserto
  - Il serpente di bronzo

Musée Correr
- - La bataille de Lépante
- A Vicence
  - Œuvres pour l'église Santa Maria Nova de Vicence

A Malte
- Résurrection de Lazare, au Musée National des Beaux-Arts de Malte à la Valette[1].

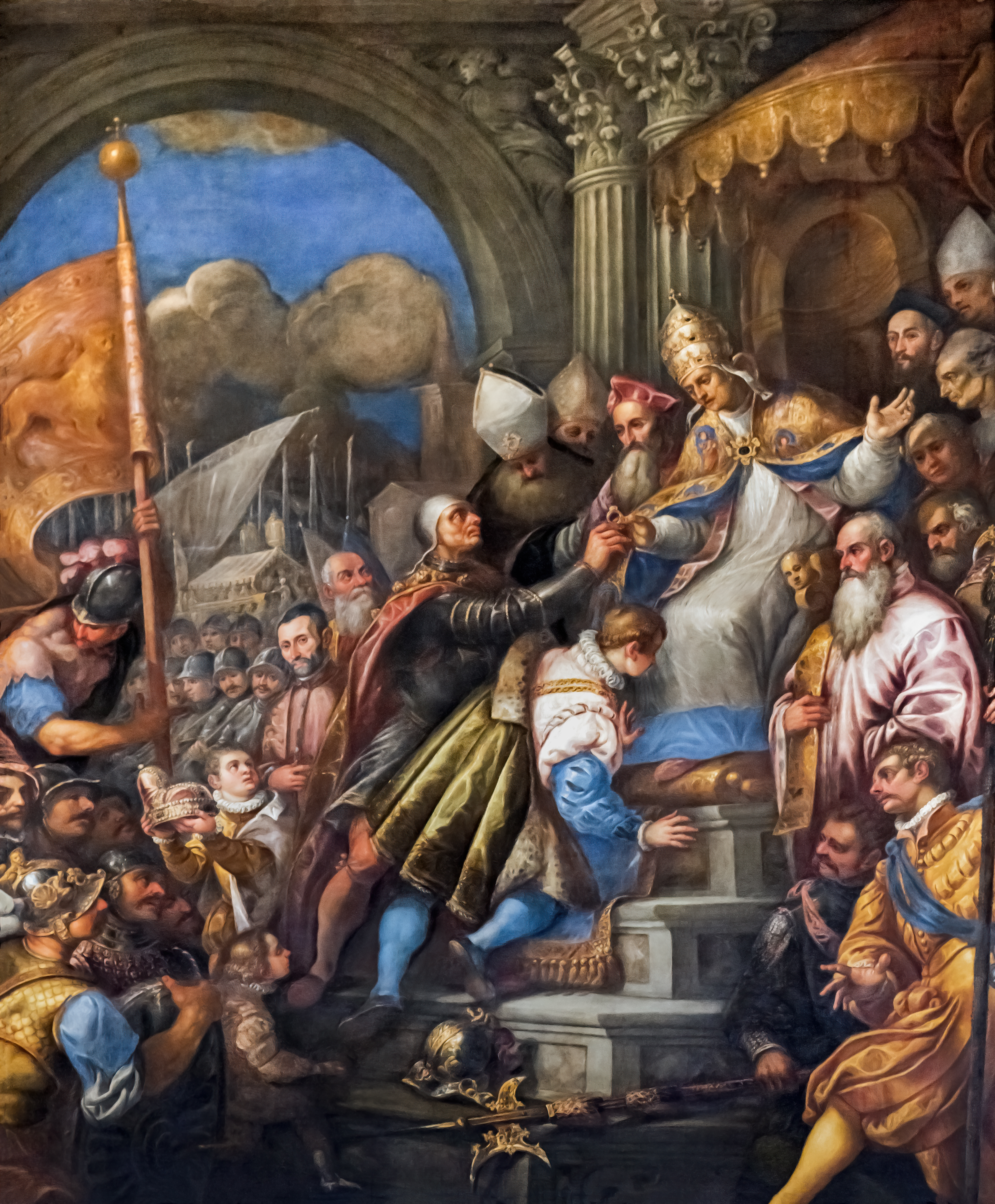
Il doge presenta Ottone al Papa e riceve l'anello con cui ogni anno si celebrerà poi lo sposalizio del mare Palais des Doges
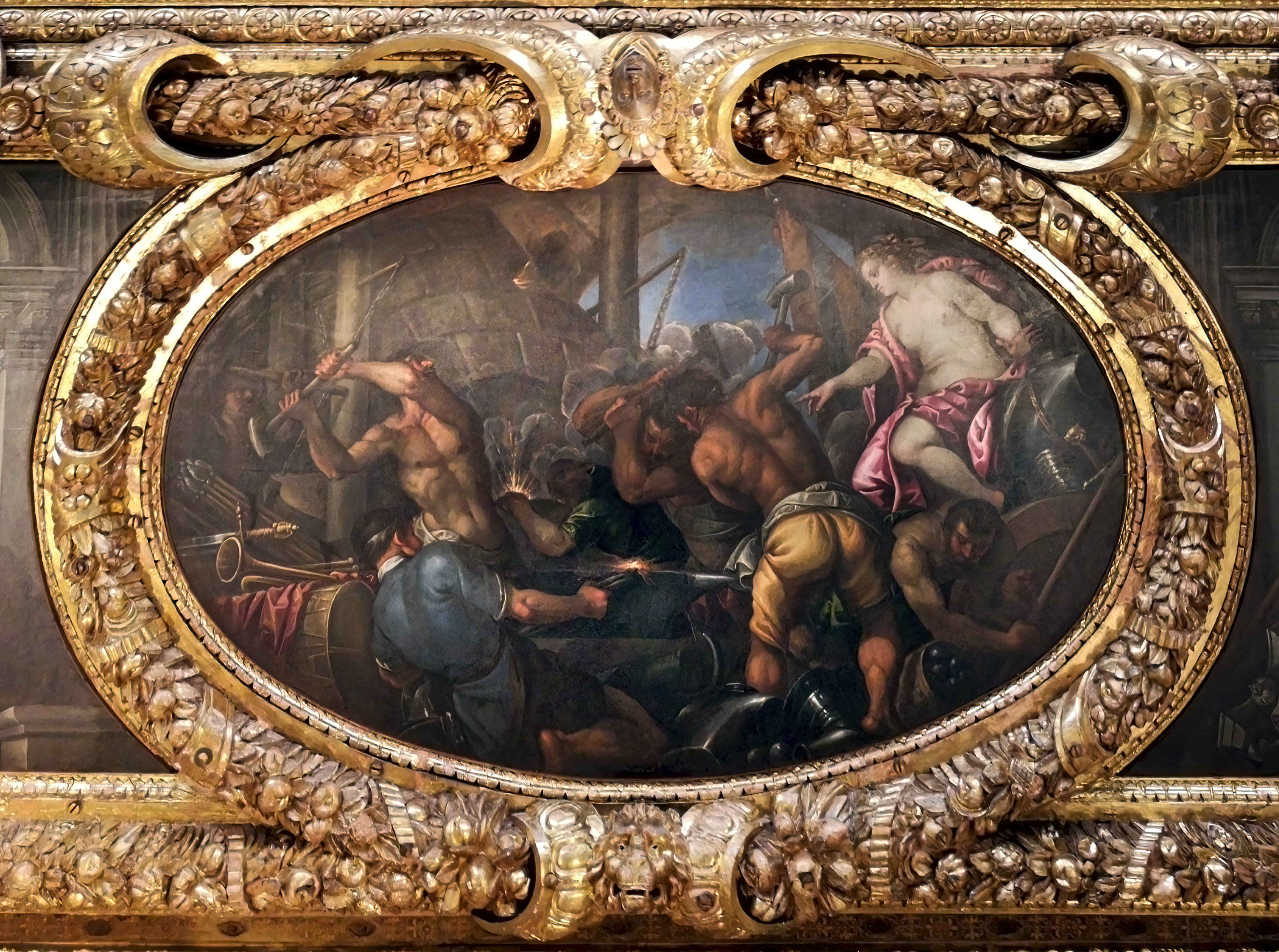
Vénus supervise le travail des Cyclopes dans la forge de Vulcain
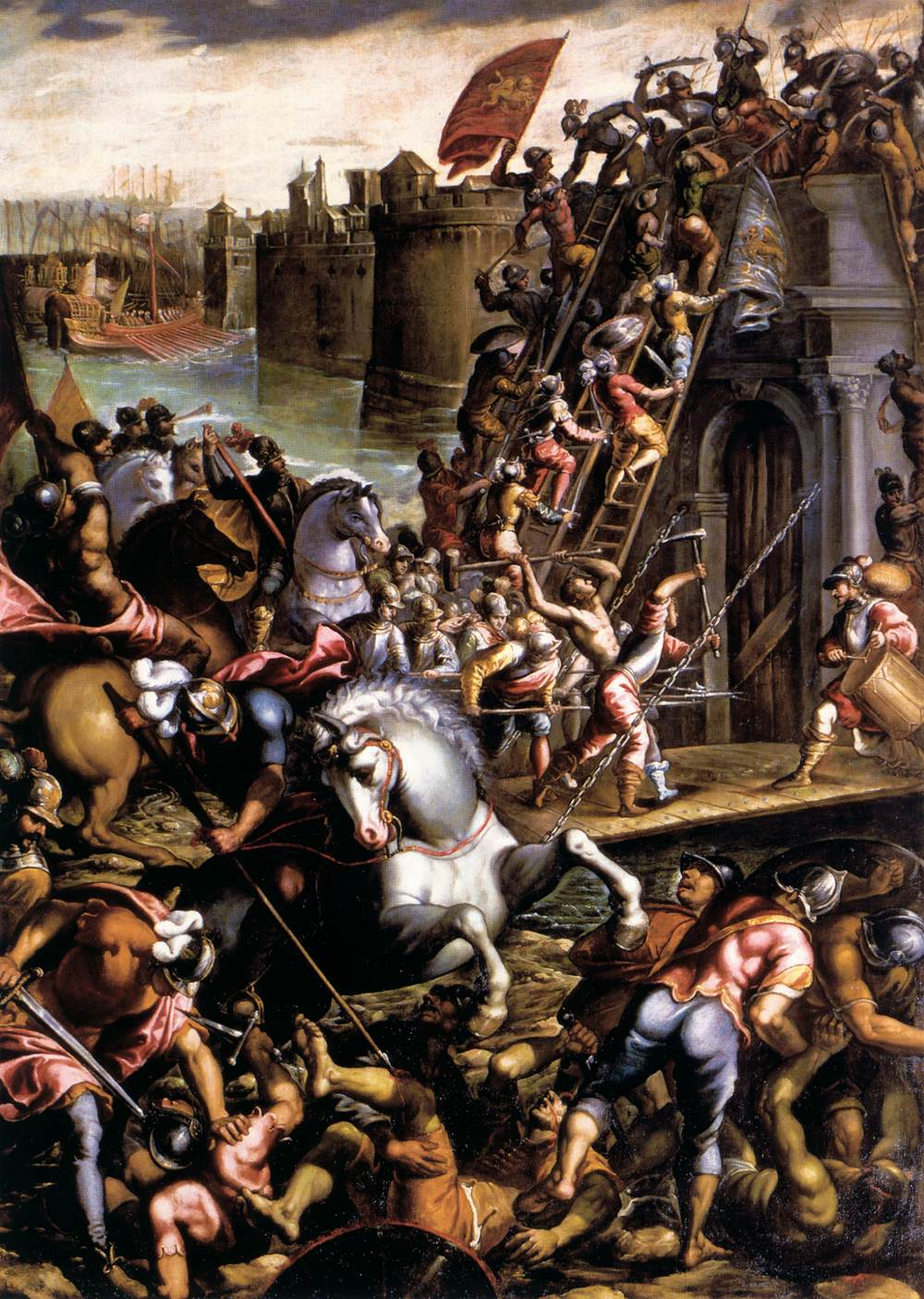
Les Croisés à la conquête de la Ville de Zara
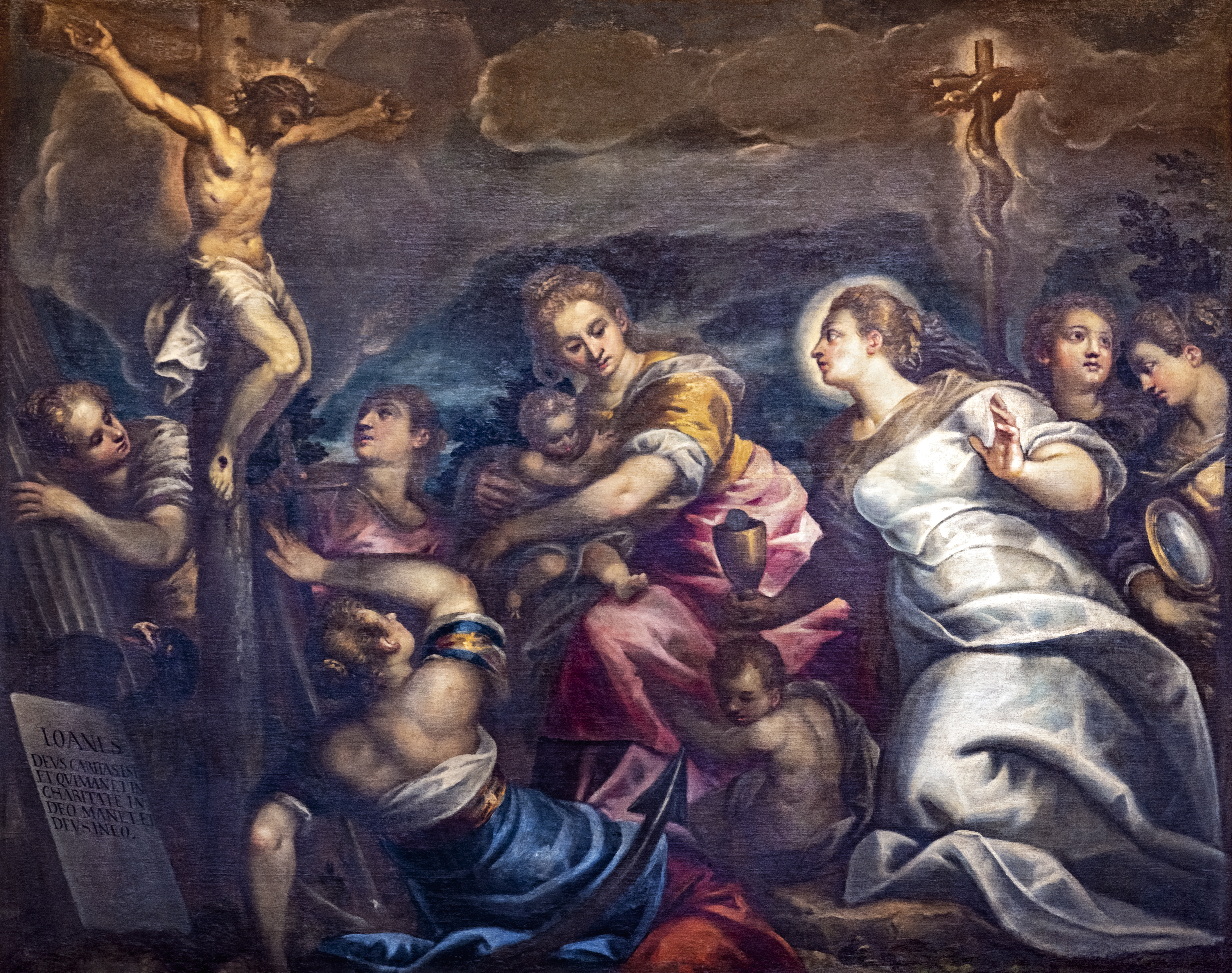
Il serpente di bronzo innalzato da Mosè nel deserto
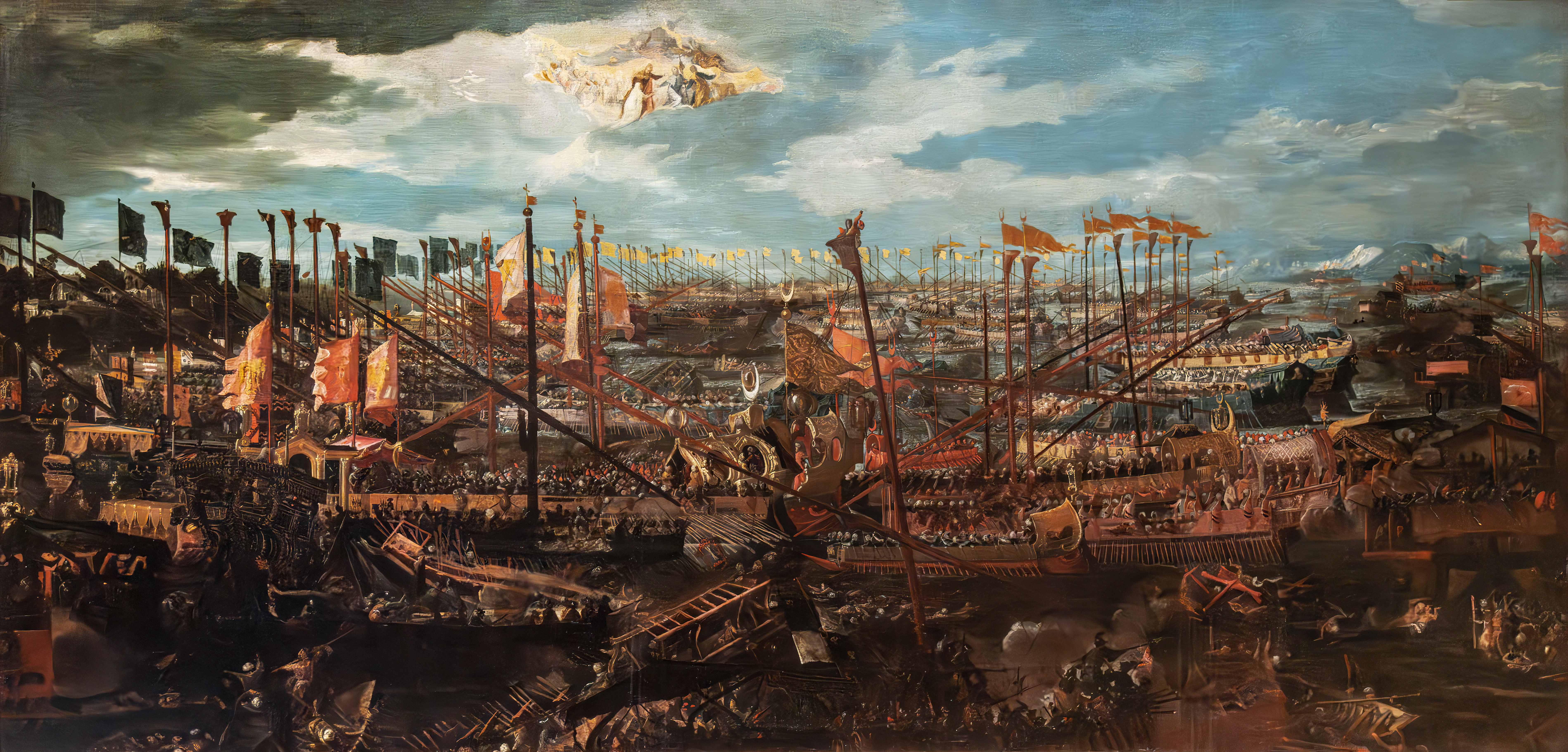
Battaglia di Lepanto  Musée Correr
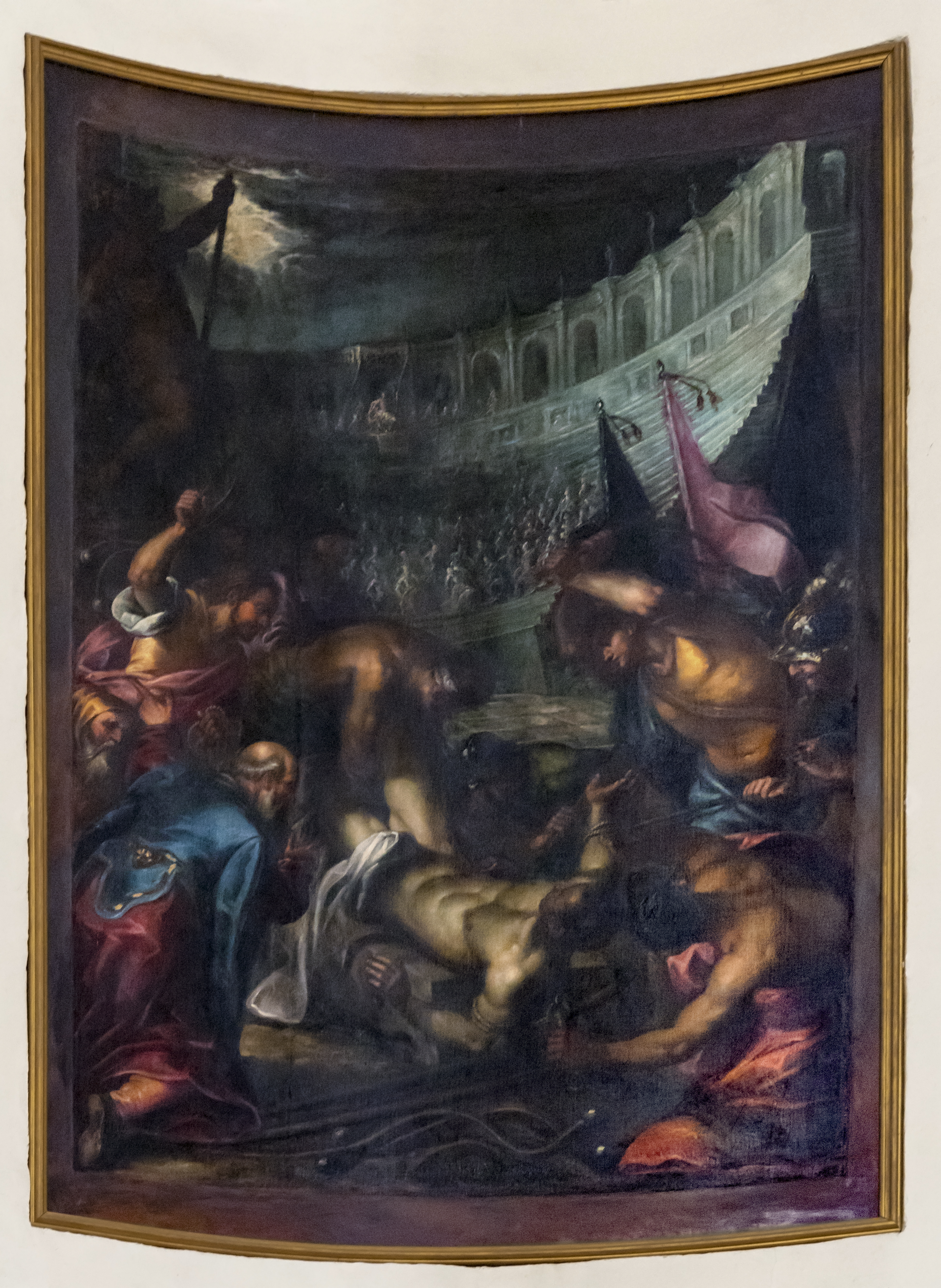
Martyr Dôme de Padoue